# 空間 (数学)
数学における空間（くうかん、英: space）は、集合に適当な数学的構造を加味したものをいう。

## 概要
現代数学における「空間」の扱いは、古典的な扱いと比べると、極めて異なる。
| 古典的                                                           | 現代的                                                                               |  | 古典的                                       | 現代的                                                                 |
| 公理は定義の言外にある疑いようのない事実である。                 | 公理は純規約的なものである。                                                         |  | 空間の幾何学的性質は公理から従う。           | 空間の公理がその幾何学的性質の全てを決定するとは限らない。             |
| 定理は絶対的で実在する真理である。                               | 定理は対応する公理から導かれる結果である。                                           |  | 幾何学は自律した生きた科学である。           | 古典幾何学は数学に対する普遍的な言語である。                           |
| 点や直線などの間の関係性は、それら固有の特質によって決定される。 | 点や直線などの間の関係性は、それら固有の特質によるものではない、根源的なものである。 |  | 空間は三次元である。                         | 異なる種類の空間にそれぞれ異なる次元の概念が適用される。               |
| 数学的対象はその構造によって与えられる。                         | 各数学理論においてその対象はそれらの持つ特定の性質によって記述される。               |  | 空間は幾何学における議論領域（宇宙）である。 | 空間は単に数学的な構造であって、数学の各分野において生じるものである。 |
| 幾何学は経験的実在に対応する。                                   | 幾何学的な定理は、単に数学的に真なる命題である。                                     |  |                                              |                                                                        |

ある種の数学的空間の階層構造。内積はノルムを導き、ノルムは距離を導き、距離は位相を導く。

数学的空間は（ある空間のクラスが基となる空間のクラスの特徴を全て受け継ぐという意味で）しばしば階層構造を示す。例えば、任意の内積空間は、‖x‖2 := ⟨x, x⟩ によって内積がその空間上のノルムを導くから、ノルム空間にもなる。

## 歴史

### 黄金時代以前
古い時代の数学では「空間」は日常生活において観察される三次元空間の幾何学的抽象化であった。ユークリッド（紀元前300年頃）以来、公理的手法を主要な道具とした研究が行われていた。デカルトにより、座標を用いる方法（解析幾何学）が導入されるのは1637年のことである。このころは幾何学の定理というものは、自然科学における主題同様に、直観と理屈を通して知ることのできる絶対的で実在の真実として扱われていたし、公理というものは定義の言外において疑いようのない事実として扱われていた。
幾何学的な図形の間に、合同と相似という二種類の同値関係が考えられた。平行移動、回転変換、鏡映変換などは図形をそれと合同な図形にうつし、相似変換（拡大縮小）は図形をそれと相似な図形へうつす。例えば、円はどれも互いに相似だが、楕円は円と相似でない。モンジュが1795年に画法幾何学（射影幾何学）によって導入した第三の同値関係は、射影変換に対応するもので、楕円も抛物線も双曲線も適当な射影変換の下で円に写されるから、これらはすべて射影的に同値な図形ということになる。
ユークリッド幾何と射影幾何との関係は、数学的対象がその「構造によって」与えられるものではないということを示すものになっている。それどころか、各数学理論は、その対象が持つ「ある種の」性質によって（正確には、それらが満たす理論の基礎となる公理によって）記述されるのである。
射影幾何の公理には、距離や角度といったものは述べられていないから、従って射影幾何学の定理にそれらが現れることもない。故に「三角形の内角の和はいくらか」という問いはユークリッド幾何学では意味を持つが射影幾何学においてはまったく意味を成さない。
19世紀には別な状況が現れる。「三角形内角の和」がきちんと定義できるにもかかわらず、それが古典的な幾何学における値（つまり180度）と異なるような幾何学が出現するのである。そのような幾何学としての双曲的非ユークリッド幾何は、1829年にロバチェフスキーが、1832年にボヤイが（また非公表であったけれども、1816年にガウスが）導入した 幾何で、そこでは三角形の内角の和が180度よりも常に小さくなる。1868年にはベルトラミが、1871年にはクラインが、双曲的非ユークリッド幾何のユークリッド的な「模型」を得ることに成功して、これらの幾何学の完全な正当化を果たした。
このような発見から、ユークリッド幾何こそが絶対的な真理であるという主張は放棄せざるを得なくなり、幾何学の公理は「疑いようのない事実」でも「定義の含意」でもない、仮説にすぎないことが明らかとなった。つまり、「経験的実在に対応する幾何学の範囲はどのようなものか」という物理学的に重要な問いは数学にとっては何の重要性ももたないものとなったのである。ただし、「幾何学」が経験的実在と対応しないとしても、幾何学の定理は「数学的な真実」であることに変わりはない。
非ユークリッド幾何のユークリッド模型は、ユークリッド空間に存在する適当な対象とそれらの間の関係で、非ユークリッド幾何の公理を全て（従って定理も全て）満たすようなものを巧みに選び出したものである。これらのユークリッド的対象と関係は、あたかも非ユークリッド幾何にもともと存在する該当の対象や関係として「振舞う」が、ユークリッド模型として選ばれた対象や関係はあくまで非ユークリッド幾何における対象や関係を模倣しているに過ぎない。これによって、対象の間の関係は数学として本質的なものであって、対象が自然に持つ特質ではないことが示される。

### 黄金時代以後
ブルバキによれば、（モンジュの「画法幾何学」が公表される）1795年から（クラインのエルランゲン目録が示される）1872年までの期間は「幾何学の黄金時代」と呼ばれる。このころ解析幾何学は大いに発展して、古典幾何学の定理を変換群に関する不変量を通じた計算に置き換えることに成功しており、実際に古典幾何学の新たな定理が職業数学者よりもむしろアマチュアの手によって発見されている。
しかしこれは、古典幾何学の地位が失われたことを意味するものではない。ブルバキによれば、「自律し生きた科学としての役割は終えたが、古典幾何学は当代の数学の普遍的な言語へと姿を変えた」のである。
1854年、リーマンの有名な就任講演によれば、n 個の実数でパラメータ付けられた任意の数学的対象は、そのような対象全体の成す n-次元空間の点として扱うことができる。現代の数学者はこの考え方をごく普通に踏襲し、さらに強力に推し進めて古典幾何学の用語法をほとんどどこにでも用いる。
この手法の一般性を十分に理解するためには、数学というものが「数や、量あるいはそれらの描像の組み合わせではなく、思考の対象をこそ目的とする、純粋に形式の理論」であることに注意する必要がある。
函数は重要な数学的対象であり、普通は無限次元の空間を成す。このことは既にリーマンが指摘していたことであり、20世紀には函数解析学によって精緻化されている。
n-個の複素数によってパラメータ付けられる対象は、複素 n-次元空間の点として扱うことができるが、同じものを（複素数の実部と虚部を考えて）2n-個の実数によってパラメータ付けすることもできるから、実 2n-次元空間の点と考えることもできる。従って、複素次元は実次元とは異なる概念である。実は、これらは氷山の一角である。「代数的」な次元の概念は線型空間に対して適用することができるし、「位相的」な次元の概念は位相空間に対して考えることができる。また、距離空間に対するハウスドルフ次元の概念は、（特にフラクタルに対して）非整数値を取りうる。あるいは（測度空間などの）ある種の空間では、次元の概念を全く考えることができないこともある。
ユークリッドによって研究されていたような「空間」は、今日では「三次元ユークリッド空間」と呼ばれている。その公理化は紀元前3世紀のユークリッドに始まり、20世紀になってからヒルベルト、タルスキー、バーコフらによって完全に解決された。これは、いくつかの公理によって束縛された根源的な未定義術語（「点」、「の間に」、「合同」など）を通じて、空間を記述するやり方である（綜合幾何学）。このような「ゼロから組み立てられた」定義は、その空間と他の空間との関係が明らかではないので、現在はあまり用いられない。現代的な三次元ユークリッド空間の定義はもっと代数的に、線型空間と二次形式を通じて与えられる。すなわち、三次元内積空間から原点を忘れて得られるアフィン空間が三次元ユークリッド空間である。
三次元射影空間も現在では古典的な公理による定義ではなく、四次元線型空間の一次元部分空間（つまり原点を通る直線）の全体が成す空間として定義される。
現在では、空間というものは、点として扱われる選ばれた数学的対象（例えば、別な空間上の写像や別の空間の部分空間、あるいは単に集合の元など）と、それらの点の間の選ばれた関係とからなるものと理解される。すなわち、空間とは単に数学的構造であるに過ぎない。ある構造を「空間」と呼ぶときは、そうでない場合よりも幾何学的な扱いが期待されるものと考えることができるが、これは常に正しいというわけではない。例えば、可微分多様体（滑らかな多様体）は可測空間よりもかなり幾何学的な対象だが、これを可微分空間や滑らかな空間と呼ぶことはない。

## 空間の分類

### 三種の分類階層
空間の分類は三つの階層で行われる。各数学理論がその対象が持つある種の性質によって対象が記述されるものとして与えられるとき、最初に問題となるのは「それはどのような性質か」ということである。
例えば、第一階層の分類 (upper-level classification) でユークリッド空間と射影空間とが区別できる。これはユークリッド空間では二点間の距離を考えることができるが、射影空間では考えることができないことによる。これらの空間は「型」が異なる。
別な例として、「三角形の内角の和はいくらか」という問いはユークリッド空間では意味を持つが射影空間では意味を持たない。故にこれらは型の異なる空間なのである。一方、この問いは非ユークリッド幾何学でも意味を成すが、答えが異なる。これは第一階層での区別ではない。
ユークリッド平面と三次元ユークリッド空間との区別も、「次元はいくつか」という問いは双方で有効であるから、やはり第一階層での区別ではない。
ブルバキによれば、第一階層の分類は「型による特徴づけ」あるいは「型付け」と関係があるが、それらは同一の概念ではない（二つの同値な構造が異なる型を持ちうる）。
第二階層の分類 (second level of classification) では（第一階層に準じて意味を成す問いの中で）特に重要な問いに関してその答えを勘案するものである。この第二階層で区別されるものは例えば、ユークリッド空間と非ユークリッド空間、有限次元空間と無限次元空間、コンパクト空間と非コンパクト空間などがある。
ブルバキによれば、第二階層の分類は「種」の分類である。生物学的な分類法とは異なり、一つの空間は複数の種に属しうる。
第三階層の分類 (third level of classification) は、大まかに言えば（第一階層に準じて意味を成す）問いとして「可能な全て」についての答えを勘案するものである。例えばこの階層で、次元が異なる空間はどれも互いに区別することができるが、二次元ユークリッド平面として扱われる三次元ユークリッド空間内の平面と、やはり二次元ユークリッド平面として扱われる実数の対全体の成す集合とはこの階層で区別することはできない。同様に、同じ非ユークリッド空間の異なるユークリッド模型もこの階層で区別することはできない。
より厳密に言えば、第三階層の分類は同型を除く分類である。二つの空間の間の同型とは、一方の空間の点と他方の空間の点との間の一対一対応であって、「型付け」を与えることによって決まる点の間の関係を保存するものとして定義される。互いに同型な空間は一つの空間の複製であると考えられ、その一つがある種に属するならばそれら全てがその種に属する。
同型の概念は第一階層の分類を浮き彫りにする。同じ型の二つの空間の間に一対一対応が与えられれば、それが同型か否かを問題にすることができる。これは型が異なる空間に対しては意味を成さない問いである。
自分自身への同型は自己同型と呼ばれる。ユークリッド空間の自己同型は、ユークリッドの運動と鏡映である。ユークリッド空間は、任意の点を適当な自己同型によって別な任意の点に写せるという意味で等質である。

### 空間同士の関係と空間の性質
（連続性、収斂、開集合、閉集合などといった）位相的概念は任意のユークリッド空間で自然に定義される。すなわち、任意のユークリッド空間は位相空間である。二つのユークリッド空間の間の同型は、対応する位相空間の間の同型（つまり同相）でもあるが、逆は正しくない。すなわち、距離を歪める同相写像が存在しうる。ブルバキの語法では、「位相空間」は「ユークリッド空間」構造の台となる（underlying; 下敷きとなる）構造である。同様の概念は圏論においても生じる。つまり、ユークリッド空間の圏は位相空間の圏上の具体圏であり、前者の圏は忘却函手（「引き剥がし」函手）によって後者の圏へ写される。
三次元ユークリッド空間はユークリッド空間の特別の場合である。ブルバキの語法では、三次元ユークリッド空間の種はユークリッド空間の種よりも豊饒 (rich) であるという。同様に、コンパクト位相空間の種は位相空間の種よりも豊饒である。
ユークリッドの公理系には自由度がなく、空間の幾何学的性質はすべて公理系から一意的に決定される。もっとはっきり言えば、三次元ユークリッド空間はどれも全て互いに同型である。この意味で、単に三次元ユークリッド空間と呼び、具体的に「どのような」三次元ユークリッド空間であるかを通常は指示しない（英語では定冠詞  "the" を付けて呼ぶ）。ブルバキでは、対応する理論は一意 (univalent) であるという。対して、位相空間は一般には非同型であるから、それらの理論は多意 (multivalent) であるという。同様の考え方は数理論理学においても生じる。理論が範疇的であるとは、その濃度が等しい全てのモデルが互いに同型であるときにいう。ブルバキによれば、多意な理論の研究は古典数学から現代数学を峻別する最も著しい特徴である。

## 各種の空間

### 線型空間と位相空間
二つの基本的な空間として、線型空間（ベクトル空間とも）と位相空間が挙げられる。
線型空間は代数学的な性質のものである。（実数全体の成す体上で定義される）実線型空間、（複素数全体の成す体上で定義される）複素線型空間、あるいはもっと一般に任意の体上の線型空間などが考えられる。実数は複素数でもあるから、任意の複素線型空間は実線型空間でもある（後者は前者の台）。定義によって線型空間が与えられたとき、線型作用素は「直線」（および「平面」あるいは他の線型部分空間）、「平行線」、楕円（あるいは楕円体）などの概念を導く。しかし、「直交」（あるいは「垂直」）の概念を定義することはできないし、円を楕円の中の特別なものとして選び出すことなどはできない。線型空間の次元は線型独立なベクトルの数の最大値として、あるいは同じことだが空間全体を張るベクトルの数の最小値として定義される（それは有限かもしれないし無限かもしれない）。同じ体上の二つの線型空間が互いに同型となるための必要十分条件は、それらの次元が等しいことである。
位相空間は解析学的な性質を持つものである。定義により位相空間が与えられるとき、開集合を用いて連続函数・連続な道・連続写像、点列の収斂や極限、内部・境界・外部といったような概念を導くことができる。しかし、一様連続性、有界集合、コーシー列、可微分函数（滑らかな道、滑らかな写像）といったようなものは定義されない。位相空間の間の同型は慣習的に同相写像と呼ばれる、双方向に連続な一対一対応である。単位開区間 (0, 1) は実数直線全域 (−∞, ∞) に同相だが、単位閉区間 [0, 1] とも円とも同相でない。立方体の表面は（球体の表面である）球面に同相だが、トーラスとは同相でない。次元の異なるユークリッド空間が互いに同相でないことは、一見明らかなように思われるが、証明は容易でない。また、位相空間の次元は、定義するのが簡単でないが、帰納次元やルベーグ被覆次元がよく用いられる。位相空間の任意の部分集合はそれ自身位相空間になる（これは線型空間の「線型」部分空間のみがそれ自身線型空間となることと対照的である）。位相空間論（一般位相幾何あるいは点集合トポロジーなどとも呼ばれる）で研究される一般の位相空間は、（同相を除く）完全な分類を行うには広範すぎる対象であり、また一般には等質でない。コンパクト位相空間は位相空間（の「型」の「種」として）の重要なクラスである。コンパクト空間上の任意の連続函数は有界になる。単位閉区間 [0, 1] や拡大実数直線 [−∞, ∞] はコンパクトであり、単位開区間 (0, 1) や実数直線 (−∞, ∞) はコンパクトでない。幾何学的位相幾何学では（位相空間の「型」の別な「種」である）多様体が研究される。多様体は局所的にユークリッド空間に同相な位相空間である。低次元多様体の同相類は完全に分類されている。
上で述べた線型空間と位相空間という二つの構造はともに、位相線型空間構造の台となる構造である。つまり、位相線型空間は（実または複素）線型空間でも、（実は等質な）位相空間でもある。しかし、勝手な線型空間と位相空間の構造を組み合わせても、一般には位相線型空間は得られない。位相線型空間となるためには、二つの構造が両立する必要がある。つまり（線型空間としての構造を定める）線型演算が（その位相空間の構造において）連続でなければならない。
任意の（実または複素）有限次元線型空間は（それを位相線型空間とする位相がただ一つ存在するという意味で）線型位相空間と看做せる。従って、「（実または複素）有限次元線型空間」と「有限次元位相線型空間」という二つの構造は互いに同値である（つまり、互いに他の台構造と成り得る）。このことから、有限次元位相線型空間の任意の可逆線型変換は同相になる。しかし、無限次元の場合には、一般には異なる位相構造が与えられた線型構造と両立し得るし、従って一般には同相でない可逆線型変換が存在し得る。

### アフィン空間と射影空間
アフィン空間と射影空間を以下のように線型空間から導入すると簡便である。(n + 1)-次元線型空間の n-次元線型部分空間は、それ自体が（等質でない）n-次元線型空間を成し、特別な点としての原点を含む。この線型部分空間の外にあるベクトルを使って、この線型部分空間を平行移動させたものとして、n-次元アフィン空間が得られる（これは等質である）。バエズによれば「アフィン空間は、ベクトル空間からその原点を忘れたものである」。こうして得られたアフィン空間における直線とは、定義により、その空間と（もとの (n + 1)-次元線型空間の）別の二次元線型部分空間（つまり原点を含む平面）との交線によって与えられる。任意の線型空間はアフィン空間でもある。
またこのアフィン空間の各点は、（もとの (n + 1)-次元線型空間の）一次元線型部分空間（つまり原点を通る直線）との交点として与えられる。幾つかの一次元部分空間はこのアフィン空間において平行となるが、適当な意味でこれらは無限遠において交わると考えることができる。(n + 1)-次元線型空間の一次元線型部分空間の全体の成す集合は、定義により、n-次元射影空間を成す。前の如く n-次元アフィン空間を選べば、そのアフィン空間をこの射影空間の真の部分集合として埋め込めることがわかる。しかし、射影空間それ自体は等質でない。射影空間内の直線は定義により、もとの (n + 1)-次元線型空間の二次元線型部分空間に対応する。
このやり方で定義されたアフィン空間と射影空間は、代数的な性質のものであって、実数体または複素数体あるいはもっと一般の体上で定義することができる。
任意の実（または複素）アフィンまたは射影空間は位相空間でもある。アフィン空間は非コンパクトな位相多様体であり、射影空間はコンパクトな位相多様体である。

### 距離空間と一様空間
二点間の距離は距離空間において定義される。任意の距離空間は位相空間でもある。有界集合やコーシー列は（単に位相空間であるというだけではダメで）距離空間において定義される概念である。距離空間の間の同型写像は等長写像と呼ばれる。距離空間が完備であるとは、任意のコーシー列が収斂するときにいう。完備でない距離空間は、必ずその完備化と呼ばれる完備距離空間に等長に埋め込める。コンパクト距離空間は常に完備であり、コンパクトでない完備距離空間の例として実数直線が挙げられる。一方、単位開区間 (0, 1) は完備でない。
位相空間が距離化可能（あるいは距離付け可能）であるとは、それが距離空間の台にできることをいう。任意の多様体は距離化可能である。
任意のユークリッド空間は完備距離空間である。さらにユークリッド空間に内在する幾何学的概念は全て距離空間の言葉で特徴付けられる。例えば、与えられた二点 A, C を結ぶ線分は、A と B との間の距離と B と C の間の距離との和が、A と C の間の距離に等しくなるような点 B の全体として得られる。
一様空間に距離を入れることはできないが、それでも一様連続性、コーシー列、完備性や完備化といった概念を定義することができる。任意の一様空間は位相空間にもなる。任意の位相線型空間は（距離化可能か否かは決まらないが）必ず一様空間になる。もっと一般に、任意の位相アーベル群は一様空間になるが、他方で非可換な位相群は左不変と右不変の二種類の一様構造を持ちうる。有限次元位相線型空間は必ず完備になるが、無限次元の場合は必ずしも完備とは限らない。

### ノルム空間、バナッハ空間、内積空間、ヒルベルト空間
ユークリッド空間におけるベクトルの全体は線型空間を成すが、さらに各ベクトル x は「長さ」、つまりノルム ‖x‖ を持つ。ノルムを備えた（実または複素）線型空間はノルム空間と呼ばれる。任意のノルム空間は、位相線型空間でも距離空間でもある。完備なノルム空間はバナッハ空間という。多くの数列空間や函数空間が無限次元のバナッハ空間を成す。
ノルムが 1 より小さいベクトル全体の成す集合はノルム空間の単位球体と呼ばれる。これは凸かつ点対称な集合で一般には楕円体でない（例えば、平面上である種のノルムを考えたとき、その単位球体は多角形になりうる）。ノルム空間において、中線定理 ‖x − y‖2 + ‖x + y‖2 = 2‖x‖2 + 2‖y‖2 は一般には成立しない。これがユークリッド空間のベクトルに対しては成立するのは、ユークリッド空間において、各ベクトルのユークリッドノルムの平方が同ベクトル二つの内積に一致するという事実による。
内積空間は、内積と呼ばれる特定の条件を満足する双線型形式（または半双線型形式）を備えた実または複素線型空間である。任意の内積空間はノルム空間であるが、逆にノルム空間が内積空間であるための必要十分条件は、中線定理が成立すること、あるいは同じことだがその単位球体が楕円体となることである。ベクトルの成す角は内積空間において一般に定義される。ヒルベルト空間は完備な内積空間として定義される（文献によってはヒルベルト空間として複素線型空間であることを要求するものもあるが、実ヒルベルト空間を考えるものもある）。多くの数列空間や函数空間が無限次元のヒルベルト空間を成す。ヒルベルト空間は量子論において非常に重要である。
n-次元実内積空間はどれも互いに同型である。n-次元ユークリッド空間は n-次元内積空間から原点を忘れたものということができる。

### 可微分多様体とリーマン空間
滑らかな多様体（可微分多様体）は、殊更に「空間」と呼びはせずとも、空間と考えることができる。定義により、与えられた滑らかな多様体において、滑らかな函数（可微分函数）、滑らかな道、滑らかな写像などから接空間が生じる。任意の滑らかな多様体は位相多様体であり、また有限次元線型空間における滑らかな曲面（多面体などではなく楕円面のような曲面）は滑らかな多様体である。任意の滑らかな多様体は、適当な次元の有限次元線型空間に埋め込むことができる。滑らかな多様体上の滑らかな道は、各点においてその点に付随する接空間に属する接ベクトルを持つ。n-次元可微分多様体に対する接空間は n-次元線型空間になる。滑らかな函数は各点において（接空間上の線型汎函数としての）微分を持つ。実（または複素）有限次元の線型、アフィン、および射影空間はそれぞれ滑らかな多様体と考えることもできる。
リーマン多様体あるいはリーマン空間は、接空間が（適当な条件を満たす）内積を持つような可微分多様体である。例えばユークリッド空間やユークリッド空間内の滑らかな曲面はリーマン空間になる。また、双曲的非ユークリッド空間もリーマン空間である。リーマン空間内の曲線は長さを持ち、最短曲線の長さによって距離が定められるから、リーマン空間は滑らかな多様体であるとともに距離空間でもある。また二つの曲線の間の角度が、それらの曲線の交点における接線の間の角度によって与えられる。
接空間上で内積の正値性を落としたものを考えれば、一般相対論で非常に重要となる、擬リーマン空間（特にローレンツ空間）を得る。

### 可測空間、測度空間、確率空間
距離や角度といったものは考えず、（各次元における立体の）容積のみを考察の対象とすることによって測度論が持ち上がってくる。測度とは、長さや面積の一般化であるとともに、質量や電荷の分布の一般化、あるいは確率論に対するコルモゴロフの手法に従えば、確率分布の一般化でもある。
古典数学における「立体」は単なる点集合よりもずっと正則な存在である。立体の境界の容積は 0 であるから、「立体の容積」とはその立体の「内部」の容積であり、立体の内部は立方体の無限列によって埋め尽くすことができる。これとは対照的に、勝手な点集合においては、その境界が 0 でない容積を持つことがある（例えば、与えられた立方体の内側に含まれる有理点全体の成す集合など）。測度論は、このような容積（や他の測度）の概念を可測集合と呼ばれる非常に漠とした集合のクラスへ一般化するものである。実際、応用上で非可測集合を扱うわけでないとしても、測度論を展開するには議論を可測集合（および可測函数）に制限しなければならない。
定義により与えられた可測空間における可測集合は可測函数および可測写像の概念を導く。位相空間を可測空間とするには、それが完全加法族を備えていなければならない。ボレル集合の成す完全加法族は最も典型的だが、それ以外のものも考えうる（ベール集合、普遍可測集合なども用いられる）。あるいは、位相とは関係なく、与えられた集合や写像の集まりから完全加法族を生成することもできる。非常によくある状況として、異なる位相が同じ完全加法族を導くことがある（例えば、可分ヒルベルト空間上のノルム位相と弱位相など）。可測空間の任意の部分集合はそれ自身可測空間になる。
標準可測空間（標準ボレル空間）は特に有用である。ユークリッド空間（あるいはもっと一般に完備可分距離空間）における、任意のボレル集合（特に任意の閉集合および開集合）は、標準可測空間である。任意の非可算標準可測空間は互いに同型になる。
測度空間は測度を備えた可測空間のことをいう。例えば、ユークリッド空間にルベーグ測度を考えたものは測度空間になる。積分論では、測度空間上の可測写像の可積分性や積分が定義される。
測度論において零集合と呼ばれる測度 0 の集合は無視できる。これに従い、全測度な（つまり補集合が無視できる）部分集合の間の同型として、「mod 0 同型」が定義される。
確率空間は、全空間の測度が 1 に等しい測度を備えた測度空間である。確率空間の（有限または無限）族の直積は、ふたたび確率空間となる。これは一般の測度空間を考えた場合には有限積のみが定義されることと対照的である。これにより、無限次元確率測度（特にガウス測度）が無数に存在することがわかるが、無限次元ルベーグ測度は存在しない。
標準確率空間は特に有用である。標準可測空間上の任意の確率測度は標準確率空間を導く。標準確率空間の（有限または無限）列の直積は、ふたたび標準可測空間を与える。すべての分解可能 (non-atomic) 標準確率空間は互いに mod 0 同型であり、その一つは区間 (0, 1) 上でルベーグ測度を考えることによって与えられる。
これらの空間はあまり幾何学的ではない。特に、他の空間では適当な方法で考えられる次元の概念が可測空間、測度空間および確率空間に対しては適用されない。